# Gölcüğez (Ağlı)
Gölcüğez is een dorp in het Turkse district Ağlı  en telt 133 inwoners.
| Jaartal | totaal | man | vrouw |
| ------- | ------ | --- | ----- |
| 2018    | 133    | 66  | 67    |
| 2017    | 130    | 63  | 67    |
| 2016    | 134    | 67  | 67    |
| 2015    | 133    | 66  | 67    |
| 2014    | 140    | 67  | 73    |
| 2013    | 151    | 76  | 75    |
| 2012    | 156    | 76  | 80    |
| 2011    | 153    | 73  | 80    |
| 2010    | 167    | 80  | 87    |
| 2009    | 177    | 84  | 93    |
| 2008    | 187    | 85  | 102   |
| 2007    | 174    | 82  | 92    |

Centrale districtsplaats (İlçe Merkezi): Ağlı
Dorpen (Köyler):
Adalar · Akçakese · Akdivan · Bereketli · Fırıncık · Gölcüğez · Kabacı · Müsellimler · Oluközü · Selmanlı · Tunuslar · Turnacık · Yeşilpınar